# Chairmé Haakmat-Konigferander
Chairmé Haakmat-Konigferander, ook wel geschreven als Koningferander, is een Surinaams diplomaat. Ze werd op 6 januari 2020 door president Bouterse benoemd als de Surinaamse ambassadeur bij Caricom en de Associatie van Caribische Staten.
Voordien was zij de eerste vrouwelijke voorzitter van de SBWB, de Surinaamse Bodybuilding en Weightlifting Bond. Op 31 juli 2020 is zij opnieuw bevestigd in die positie.